# بريندا جاغر
بريندا جاغر (بالإنجليزية: Brenda Jagger)‏ (7 سبتمبر 1936، يوركشاير في المملكة المتحدة - 1986)؛ كاتِبة وروائية بريطانية.